# Orthonevra parva
Orthonevra parva är en tvåvingeart som först beskrevs av Shannon 1916.  Orthonevra parva ingår i släktet glansblomflugor, och familjen blomflugor. Inga underarter finns listade i Catalogue of Life.